# 金昭映
金昭映（：／ Kim So-yeong，1992年7月9日—），韓国女子羽毛球運動員。

## 簡歷
2011年12月，金昭映分别与崔惠仁以及金基正出戰土耳其羽毛球國際賽，在女双準决赛以0比2（18-21、25-27）不敌赛会头号种子、德国强档的桑德拉·马里涅罗/比尔吉德·迈克斯；而混双準决赛以0比2（17-21、21-23）不敌队友的金沙朗/李紹希。
2012年9月，金昭映与崔惠仁出戰日本羽毛球超級賽，在女双準决赛以0比2（14-21、17-21）不敌赛会4号种子、日本强档的松尾靜香/內藤真實。同年11月，她与崔惠仁出戰澳門羽毛球黃金大獎賽，在女双决赛以0比2（18-21、16-21）不敌赛会头号种子、队友的嚴惠媛/張藝娜，赢得亚军。

### 2013年 韩国大獎赛夺冠
2013年4月，金昭映与金大恩出戰紐西蘭羽毛球大獎賽，在混双準决赛以1比2（17-21、21-11、16-21）不敌赛会头号种子、印尼强档的里基·维迪安托/普斯皮达·里奇·蒂莉。同期4月，她与張藝娜出戰印度羽毛球超級賽，在女双準决赛以0比2（18-21、12-21）不敌赛会2号种子、丹麦强档的克里斯汀娜·彼德森/卡米拉·吕特·尤尔。同年7月，她代表韩国参加俄羅斯喀山舉行的世界大學運動會羽毛球比賽，在率先进行的团体中，助韩国队赢得混合團體金牌；此外，还与搭档張藝娜赢得世大运女子双打金牌；而与搭档金基正再夺得世大运混合双打金牌，一人独揽三冠的状举。同年9月，她与金基正出戰中華台北羽毛球黃金大獎賽，在混双準决赛以0比2（18-21、18-21）不敌赛会3号种子、队友的申白喆/張藝娜。同期9月，她与張藝娜出戰中國羽毛球大師賽，在女双準决赛以0比2（18-21、13-21）不敌赛会2号种子、中国的马晋/汤金华。同年10月，她与張藝娜出戰法國羽毛球超級賽，在女双準决赛以1比2（21-16、17-21、10-21）不敌赛会5号种子、中国的田卿/赵芸蕾。同年11月，她分别与張藝娜以及金基正出戰韓國羽毛球黃金大獎賽，在女双决赛以2比0（21-15、21-12）击败了赛会2号种子、队友的高我羅/柳海媛，赢得国际组赛事冠军，亦是她首个黃金大獎賽女双冠军；而混双準决赛以1比2（14-21、21-19、14-21）不敌队友的姜志旭/崔惠仁。同期11月，她与金基正出戰中國羽毛球首要超級賽，在混双準决赛以0比2（9-21、11-21）不敌赛会2号种子、世锦赛冠军的通托维·艾哈迈德/利利亚纳·纳西尔。同年12月，她参加马来西亚吉隆坡举办的世界羽聯超級系列賽總決賽，她与搭档張藝娜以年终排名第九获得替补资格参赛；在小组赛的阶段中分别击败了日本强档的松友美佐紀/高橋禮華以及印尼强档的皮娅·泽巴迪娅·贝尔纳德特/里基·艾美莉雅·普拉蒂普塔，唯有输给了中国的马晋/汤金华，以小组次名出线；在準決賽以0比2（12-21、18-21）不敌丹麦强档的克里斯汀娜·彼德森/卡米拉·吕特·尤尔。

### 2014年 仁川亚运女團夺银
2014年3月，金昭映与張藝娜出戰瑞士羽毛球黃金大獎賽，在女双準决赛以0比2（12-21、16-21）不敌赛会2号种子、中国的包宜鑫/汤金华。同年5月，她入选優霸盃的女双主力，助韩国女队赢得女子團體季军。同年6月，她与張藝娜出戰日本羽毛球超級賽，在女双準决赛以0比2（9-21、17-21）不敌赛会3号种子、日本强档的松友美佐紀/高橋禮華。同期6月，她与張藝娜出戰印尼羽毛球首要超級賽，在女双準决赛以0比2（20-22、20-22）不敌中国的马晋/唐渊渟。同年8月，她分别与張藝娜和金基正參加丹麥巴勒魯普自治市舉行的世界羽毛球錦標賽出戰女子双打項目以及混合双打項目。她與張藝娜以6號種子身分出戰，故在首圈輪空；第二轮以2比0 （23-21、21-17）打败了中華台北的程文欣/謝沛蓁。第三轮中，面对赛会11号种子、印尼的皮娅·泽巴迪娅·贝尔纳德特/里基·艾美莉雅·普拉蒂普塔以2比0 （21-18、21-13）击退了对手。八强中，与赛会16号种子、队友的李紹希/申昇瓚，激战三局以1比2 （11-21、21-16、10-21）落败，止步于八强。而混双方面，她與金基正在第一轮中以1比2 （21-14、15-21、18-21）不敌中華台北的廖敏竣/陳曉歡，48强止步。同年9月，她代表韩国参加本国举办的亞洲運動會羽毛球比賽，助韩国女队赢得亚运会女子團體银牌。同年11月，她与高我羅出戰韓國羽毛球大獎賽，在女双準决赛以0比2（14-21、15-21）不敌赛会5号种子、队友的張藝娜/柳海媛。
2015年9月，金昭映与蔡侑玎出戰日本羽毛球超級賽，在女双準决赛以0比2（16-21、13-21）不敌赛会8号种子、中国的赵芸蕾/钟倩欣。
2016年9月，金昭映与蔡侑玎出戰印尼羽毛球大師賽，在女双决赛以2比0（21-18、22-20）击败了赛会3号种子、泰国强档的宗功攀·吉迪特拉恭/拉温达·巴宗哉，赢得国际组赛事冠军，亦是她与新搭档的第一个黃金大獎賽女双冠军。同年12月，她与蔡侑玎出戰韓國羽毛球大師賽，在女双决赛以0比2（14-21、14-21）不敌赛会头号种子、奥运铜牌的鄭景銀/申昇瓚，赢得亚军。

### 2017年
2017年3月，金昭映与柳海媛出戰大阪羽毛球國際挑戰賽，在女双决赛以2比1（16-21、21-17、21-19）击败了赛会2号种子、东道主的櫻本絢子/高畑祐紀子，赢得国际组赛事冠军，亦是她首个國際挑戰賽女双冠军。同年6月，她与蔡侑玎出戰中華台北羽球公開賽，在女双决赛以2比0（21-12、21-11）击败了队友的金慧麟/柳海媛，赢得黃金大獎賽女双冠军。同年7月，她与蔡侑玎出戰加拿大羽毛球大獎賽，在女双準决赛以0比2（15-21、19-21）不敌日本强档的星千智/篠谷菜留。同期7月，她与蔡侑玎出戰美國羽毛球黃金大獎賽，在女双準决赛以1比2（30-28、19-21、20-22）不敌队友的李紹希/申昇瓚。同年8月，她參加苏格兰格拉斯哥舉行的世界羽毛球錦標賽，她和蔡侑玎出戰女子双打項目。她與蔡侑玎以12號種子身分出戰，故在首圈輪空；但在次圈以2比0（21-13、21-14）横扫香港的吳芷柔/楊雅婷。在第三圈，以1-2（21-18、12-21、20-22）不敌赛会3號種子韩国同胞的張藝娜 /李紹希，16强止步。同年11月，她与孔熙容出戰澳門羽毛球黃金大獎賽，在女双準决赛以1比2（21-12、16-21、19-21）不敌青年期霸主的白荷娜/李幽琳。同期11月，她与孔熙容出戰韓國羽毛球大師賽，在女双决赛以0比2（18-21、21-23）不敌队友的李紹希/申昇瓚，赢得亚军。

### 2018年
2018年4月，金昭映参加中国湖北省武汉市举办的亞洲羽毛球錦標賽，她与新秀的孔熙容在首圈激战三局以2比1（19-21、23-21、21-19）力克赛会4号种子、总决赛冠军的田中志穗/米元小春；在次圈表现出色以2比0（21-7、21-5）横扫中华台北强档的林筱閔/吳芳茜；在八强中陷入苦战以2比1（21-17、20-22、21-11）挑落了中国的杜玥/李茵暉；在四强再次打满三局以1比2（17-21、22-20、14-21）不敌赛会2号种子、奥运冠军的松友美佐紀/高橋禮華，赢得亚锦赛女子双打季军。同年5月，她入选優霸盃的女双主力，助韩国女队赢得女子團體季军。同年6月，她与金慧貞出戰美國羽毛球公開賽，在女双决赛以1比2（21-18、13-21、15-21）不敌中国的汤金华/于小含，赢得亚军。同年7月，她与金慧貞出戰秋田羽毛球大師賽，在女双準决赛以0比2（18-21、22-24）不敌赛会2号种子、日本强档的櫻本絢子/高畑祐紀子。

### 2019年
2019年9月，金昭映与孔熙容出战韓國羽毛球公開賽，在女双决赛以2比1（13-21、21-19、21-17）击败了赛会6号种子、世锦赛季军的李紹希/申昇瓚，为东道主夺下本届赛事的唯一冠军。

### 2021年 東京奧運女雙奪銅
2021年7月，與孔熙容出戰2020年東京奧運羽球女子雙打比賽，以D組第二名晉級八強戰，於八強賽中以2比1（21-14、14-21、28-26）擊敗日本組合松本麻佑/永原和可那，於四強賽以0比2（15-21、11-21）不敵中國組合陈清晨/贾一凡，後在銅牌戰以2比0（21-10、21-17）擊敗隊友李紹希/申昇瓚，榮獲銅牌。

## 主要比賽成績
只列出曾進入準決賽的國際賽事成績：
| 年份   | 賽事                     | 公開賽級別 | 項目     | 拍檔   | 成績   |
| ------ | ------------------------ | ---------- | -------- | ------ | ------ |
| 2011年 | 土耳其羽毛球國際賽       | 國際系列賽 | 女子雙打 | 崔惠仁 | 準決賽 |
| 2011年 | 土耳其羽毛球國際賽       | 國際系列賽 | 混合雙打 | 金基正 | 準決賽 |
| 2012年 | 日本羽毛球超級賽         | 超級賽     | 女子雙打 | 崔惠仁 | 準決賽 |
| 2012年 | 澳門羽毛球黃金大獎賽     | 黃金大獎賽 | 女子雙打 | 崔惠仁 | 亞軍   |
| 2013年 | 紐西蘭羽毛球大獎賽       | 大獎賽     | 混合雙打 | 金大恩 | 準決賽 |
| 2013年 | 印度羽毛球超級賽         | 超級賽     | 女子雙打 | 張藝娜 | 準決賽 |
| 2013年 | 世界大學運動會羽毛球比賽 | 其他       | 混合團體 | －     | 金牌   |
| 2013年 | 世界大學運動會羽毛球比賽 | 其他       | 女子雙打 | 張藝娜 | 金牌   |
| 2013年 | 世界大學運動會羽毛球比賽 | 其他       | 混合雙打 | 金基正 | 金牌   |
| 2013年 | 中華台北羽毛球黃金大獎賽 | 黃金大獎賽 | 混合雙打 | 金基正 | 準決賽 |
| 2013年 | 中國羽毛球大師賽         | 超級賽     | 女子雙打 | 張藝娜 | 準決賽 |
| 2013年 | 法國羽毛球超級賽         | 超級賽     | 女子雙打 | 張藝娜 | 準決賽 |
| 2013年 | 韓國羽毛球黃金大獎賽     | 黃金大獎賽 | 女子雙打 | 張藝娜 | 冠軍   |
| 2013年 | 韓國羽毛球黃金大獎賽     | 黃金大獎賽 | 混合雙打 | 金基正 | 準決賽 |
| 2013年 | 中國羽毛球首要超級賽     | 首要超級賽 | 混合雙打 | 金基正 | 準決賽 |
| 2013年 | 世界羽聯超級系列賽總決賽 | 首要超級賽 | 女子雙打 | 張藝娜 | 銅牌   |
| 2014年 | 瑞士羽毛球黃金大獎賽     | 黃金大獎賽 | 女子雙打 | 張藝娜 | 準決賽 |
| 2014年 | 優霸盃                   | 其他       | 女子團體 | －     | 準決賽 |
| 2014年 | 日本羽毛球超級賽         | 超級賽     | 女子雙打 | 張藝娜 | 準決賽 |
| 2014年 | 印尼羽毛球首要超級賽     | 首要超級賽 | 女子雙打 | 張藝娜 | 準決賽 |
| 2014年 | 亞洲運動會羽毛球比賽     | 其他       | 女子團體 | －     | 銀牌   |
| 2014年 | 韓國羽毛球大獎賽         | 大獎賽     | 女子雙打 | 高我羅 | 準決賽 |
| 2015年 | 日本羽毛球超級賽         | 超級賽     | 女子雙打 | 蔡侑玎 | 準決賽 |
| 2016年 | 印尼羽毛球大師賽         | 黃金大獎賽 | 女子雙打 | 蔡侑玎 | 冠軍   |
| 2016年 | 韓國羽毛球大師賽         | 大獎賽     | 女子雙打 | 蔡侑玎 | 亞軍   |
| 2017年 | 大阪羽毛球國際挑戰賽     | 國際挑戰賽 | 女子雙打 | 柳海媛 | 冠軍   |
| 2017年 | 中華台北羽球公開賽       | 黃金大獎賽 | 女子雙打 | 蔡侑玎 | 冠軍   |
| 2017年 | 加拿大羽毛球大獎賽       | 大獎賽     | 女子雙打 | 蔡侑玎 | 準決賽 |
| 2017年 | 美國羽毛球黃金大獎賽     | 黃金大獎賽 | 女子雙打 | 蔡侑玎 | 準決賽 |
| 2017年 | 澳門羽毛球黃金大獎賽     | 黃金大獎賽 | 女子雙打 | 孔熙容 | 準決賽 |
| 2017年 | 韓國羽毛球大師賽         | 大獎賽     | 女子雙打 | 孔熙容 | 亞軍   |
| 2018年 | 亞洲羽毛球錦標賽         | 其他       | 女子雙打 | 孔熙容 | 季軍   |
| 2018年 | 優霸盃                   | 其他       | 女子團體 | －     | 季軍   |
| 2018年 | 美國羽毛球公開賽         | 超級300賽  | 女子雙打 | 金慧貞 | 亞軍   |
| 2018年 | 秋田羽毛球大師賽         | 超級100賽  | 女子雙打 | 金慧貞 | 準決賽 |
| 2018年 | 中國福州羽毛球公開賽     | 超級750賽  | 女子雙打 | 蔡侑玎 | 準決賽 |
| 2019年 | 印度尼西亞羽毛球大師賽   | 超級500賽  | 女子雙打 | 孔熙容 | 亞軍   |
| 2019年 | 西班牙羽毛球大師賽       | 超級300賽  | 女子雙打 | 孔熙容 | 冠軍   |
| 2019年 | 西班牙羽毛球大師賽       | 超級300賽  | 混合雙打 | 催率圭 | 準決賽 |
| 2019年 | 紐西蘭羽毛球公開賽       | 超級300賽  | 女子雙打 | 孔熙容 | 冠軍   |
| 2019年 | 日本羽毛球公開賽         | 超級750賽  | 女子雙打 | 孔熙容 | 冠軍   |
| 2019年 | 中華台北羽毛球公開賽     | 超級300賽  | 女子雙打 | 孔熙容 | 亞軍   |
| 2019年 | 韓國羽毛球公開賽         | 超級500賽  | 女子雙打 | 孔熙容 | 冠軍   |
| 2019年 | 法國羽毛球公開賽         | 超級750賽  | 女子雙打 | 孔熙容 | 亞軍   |
| 2020年 | 印尼羽毛球大師賽         | 超級500賽  | 女子雙打 | 孔熙容 | 準決賽 |
| 2020年 | 泰國羽毛球大師賽         | 超級300賽  | 女子雙打 | 孔熙容 | 準決賽 |
| 2020年 | 亞洲羽毛球團體錦標賽     | 其他       | 女子團體 | －     | 亞軍   |
| 2020年 | YONEX泰國羽毛球公開賽    | 超級1000賽 | 女子雙打 | 孔熙容 | 準決賽 |
| 2020年 | TOYOTA泰國羽毛球公開賽   | 超級1000賽 | 女子雙打 | 孔熙容 | 冠軍   |
| 2020年 | 世界羽聯世界巡迴賽總決賽 | 總決賽     | 女子雙打 | 孔熙容 | 亞軍   |
| 2021年 | 奧林匹克運動會羽毛球比賽 | 其他       | 女子雙打 | 孔熙容 | 銅牌   |
| 2021年 | 蘇迪曼盃                 | 其他       | 混合團體 | －     | 季軍   |
| 2021年 | 優霸盃                   | 其他       | 女子團體 | －     | 季軍   |
| 2021年 | 丹麥羽毛球公開賽         | 超級1000賽 | 女子雙打 | 孔熙容 | 準決賽 |
| 2021年 | 法國羽毛球公開賽         | 超級750賽  | 女子雙打 | 孔熙容 | 亞軍   |
| 2021年 | 印尼羽毛球大師賽         | 超級750賽  | 女子雙打 | 孔熙容 | 準決賽 |
| 2021年 | 世界羽聯世界巡迴賽總決賽 | 總決賽     | 女子雙打 | 孔熙容 | 冠軍   |
| 2021年 | 世界羽毛球錦標賽         | 其他       | 女子雙打 | 孔熙容 | 季軍   |
| 2022年 | 韓國羽毛球大師賽         | 超級300賽  | 女子雙打 | 孔熙容 | 冠軍   |
| 2022年 | 優霸盃                   | 其他       | 女子團體 | －     | 冠軍   |
| 2022年 | 世界羽毛球錦標賽         | 其他       | 女子雙打 | 孔熙容 | 亞軍   |
| 2022年 | 日本羽毛球公開賽         | 超級750賽  | 女子雙打 | 孔熙容 | 準決賽 |
| 2023年 | 德國羽毛球公開賽         | 超級300賽  | 女子雙打 | 孔熙容 | 準決賽 |
| 2023年 | 全英羽毛球公開賽         | 超級1000賽 | 女子雙打 | 孔熙容 | 冠軍   |
| 2023年 | 蘇迪曼盃                 | 其他       | 混合團體 | －     | 亞軍   |
| 2023年 | 泰國羽毛球公開賽         | 超級500賽  | 女子雙打 | 孔熙容 | 冠軍   |
| 2023年 | 韓國羽毛球公開賽         | 超級500賽  | 女子雙打 | 孔熙容 | 亞軍   |
| 2023年 | 日本羽毛球公開賽         | 超級750賽  | 女子雙打 | 孔熙容 | 冠軍   |
| 2023年 | 澳洲羽毛球公開賽         | 超級500賽  | 女子雙打 | 孔熙容 | 冠軍   |
| 2023年 | 世界羽毛球錦標賽         | 其他       | 女子雙打 | 孔熙容 | 季軍   |
| 2023年 | 亞洲運動會羽毛球比賽     | 其他       | 女子團體 | －     | 金牌   |
| 2023年 | 亞洲運動會羽毛球比賽     | 其他       | 女子雙打 | 孔熙容 | 銅牌   |
| 2024年 | 全英羽毛球公開賽         | 超級1000賽 | 女子雙打 | 孔熙容 | 準決賽 |
| 2024年 | 優霸盃                   | 其他       | 女子團體 | －     | 季軍   |
| 2024年 | 香港羽毛球公開賽         | 超級500賽  | 女子雙打 | 孔熙容 | 準決賽 |
| 2024年 | 韓國羽毛球大師賽         | 超級300賽  | 女子雙打 | 金寶榮 | 準決賽 |

| 2007-2017年 | 首要超級賽 | 超級賽 | 黃金大獎賽 | 大獎賽 | 國際挑戰賽 | 國際系列賽 | 未來系列賽 | 其他 |

| 2018-2026年 | 總決賽 | 超級1000賽 | 超級750賽 | 超級500賽 | 超級300賽 | 超級100賽 | 國際挑戰賽 | 國際系列賽 | 未來系列賽 | 其他 |

### 世界冠軍頭銜
金昭映在羽毛球生涯中共奪得1項羽毛球世界冠軍頭銜。
| 賽事   | 奪冠次數 | 年份               |
| ------ | -------- | ------------------ |
| 優霸盃 | 1        | 2022年（女子團體） |
| 總計   | 1        |                    |

### 奧運會和世錦賽參賽紀錄
|          | 搭檔   | 2014 | 2015 | 2016 | 2017 | 2018 | 2019 | 2020 | 2021 | 2022 | 2023 | 2024 |
| -------- | ------ | ---- | ---- | ---- | ---- | ---- | ---- | ---- | ---- | ---- | ---- | ---- |
| 女子雙打 | 張藝娜 | 8強  | －   | －   | －   | －   | －   | －   | －   | －   | －   | －   |
| 女子雙打 | 蔡侑玎 | －   | －   | －   | 16強 | －   | －   | －   | －   | －   | －   | －   |
| 女子雙打 | 孔熙容 | －   | －   | －   | －   | －   | 16強 | 銅牌 | 季軍 | 亞軍 | 季軍 | 8強  |
|          |        |      |      |      |      |      |      |      |      |      |      |      |
| 混合雙打 | 金基正 | 48強 | －   | －   | －   | －   | －   | －   | －   | －   | －   | －   |